# Karankawas

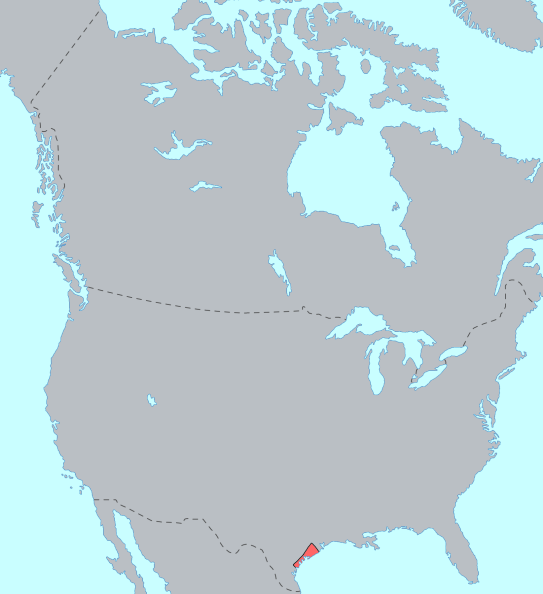
Karankawa

Les tribus amérindiennes karankawa jouèrent un rôle primordial pendant une période importante de l'histoire du Texas. Le sens du mot Karankawa peut induire en erreur ; en effet, ce nom a été utilisé pour désigner divers groupes amérindiens, qui possédaient le même dialecte et la même culture. Ces peuples étaient les Capoques (Coaques, Cocos), les Kohanis, les Kopanes (Copanes), et les Karankawa (Carancaquacas). Ils habitaient la côte du golfe du Mexique de Galveston Bay au sud-ouest jusqu'à bien au-delà de Corpus Christi Bay. Tous parlaient une langue méconnue appelée Karankawa. À peine une centaine de mots sont parvenus jusqu'à nous. Il est généralement admis que le mot Karankawa signifie « amateurs de chiens » ou « éleveurs de chiens ». Cette interprétation est crédible, puisque les Karankawa possédaient des chiens de races proches des renards ou des coyotes. Leur culture était de type nomade, ils migraient de façon saisonnière entre l'intérieur des terres et la barrière d'îles au large du continent.
Les Karankawa menaient cette existence nomade lorsque les Espagnols, menés par Alvarez de Piñeda, atteignirent la côte du Texas en 1519. Le gouverneur de la Jamaïque, Francisco de Garay, l'avait chargé d'explorer la côte du golfe du Mexique de la Floride à Veracruz.
Les Karankawa, ces nomades largement tatoués, percés et peints, dominaient une grande partie des îles du sud du Texas. Leur territoire s'étendait de l'ouest de l'île de Galveston probablement jusqu'à l'embouchure du Río Grande, et à l'intérieur des terres sur des largeurs variant entre 40 et 100 km. Cannibales, grands chasseurs, pêcheurs, guerriers et experts du tir à l'arc, les Karankawa étaient des puissants ennemis pour quiconque tentait de s'emparer de leurs terrains de chasse.
Ils firent très forte impression à ceux qui écrivirent sur leurs rencontres avec ces tribus. Les hommes étaient remarquablement grands ; ils ont été décrits comme mesurant entre 1,80 m et 2,10 m. Ils étaient tatoués, portaient des bijoux de coquillages, et se graissaient le corps avec de l'huile de foie de requin afin de repousser les moustiques et autres insectes piquants.
Les origines de ce peuple sont inconnues à ce jour. Certains croient que les Karankawa sont apparentés à une tribu d'"Indiens géants" repérés au large de la côte californienne à la même époque ; l'existence de ce lien est justifié par leur taille tout aussi étonnante.
D'autres pensent qu'ils sont apparentés au peuple indigène vivant dans la région du Big Bend il y a des millénaires, les liant à l'Homme d'Abilene, le plus ancien squelette découvert au Texas.
Cependant, la plupart des chercheurs s'accordent à penser que les Karankawa étaient liés aux tribus caraïbes des îles Caraïbes. Ces conclusions sont motivées par la ressemblance de leurs dialectes, la possession par les deux tribus de chiens qui n'aboyaient pas, leurs tailles respectives et leurs rites cannibales. Une opinion largement partagée affirme qu'ils ont émigré vers la péninsule de Floride, ayant rejoint la côte pour éviter le harcèlement des autres tribus. Ils auraient ensuite atteint d'autres terres, sans doute la Louisiane ou l'extrême est de la côte texane. De façon analogue, ils seraient finalement arrivés sur la côte texane inhabitée dans sa plus grande partie. Les Karankawa, les Coahuiltecan, les Tonkawas, et les peuples caddo de l'est du Texas avaient tous de nombreux points communs. Les Karankawa étaient connus pour être l'ennemi principal des redoutables Comanches.
On affirme généralement que la langue karankawa appartient à la famille Coahiltecan, peuple vivant au sud-ouest du territoire karankawa.
Les tribus indiennes vivant le long de la côte texane de l'île de Galveston jusqu'à un endroit largement au sud de Corpus Christi (Texas) enduraient la colère des éléments. Les baies, les lagons et les bayous étaient leurs terrains de chasse et de récolte. Les hauts fonds des baies permettaient aux hommes de pêcher à pieds avec des harpons ou des arcs et des flèches, alors que les hommes plus âgés, les femmes et les enfants récoltaient des crabes et autres crustacés comestibles, des huîtres, des moules et des tortues de mer. Certains récits racontent que des Karankawa ont été aperçus à Eagle Lake (Colorado County), à près de 160 kilomètres de la côte, mais il n'existe pas de preuve qu'il y ait eu des camps permanents à cet endroit.
Quelques-uns de leurs campements ont été découverts ces dernières années, nous donnant des indications sur leur vie quotidienne et leurs activités. Les maladies, les « achats de terre », les problèmes avec les nouveaux immigrants, les guerres et le génocide général les condamna à l'extinction avant 1860.
On sait aujourd'hui qu'ils passaient l'hiver autour des baies, se nourrissant de mollusques, de crustacés et de poissons. Durant les mois d'été, la consommation des huîtres, palourdes et autres coquillages étant risquée, et les poissons effectuant leur migration annuelle, les bandes tribales migrent de même vers l'intérieur des terres. Les tempêtes tropicales et les ouragans de l'été justifient certainement aussi cette décision.
Les Karankawa traversaient les baies dans des canots creusés dans des troncs d'arbres, et habitaient dans des huttes rondes couvertes de chaume. Certains de leurs campements rassemblaient plusieurs centaines de personnes. Les coquilles de palourdes et d'huîtres formaient d'énormes monticules autour des camps. Leur arme de chasse préférée était le grand arc, dont certains modèles dépassaient 1,80 m, avec des flèches de 90 cm, ce qui les rendait plus faciles à retrouver dans les hauts fonds. À l'intérieur des terres, leurs principaux gibiers étaient l' antilope américaine et le bison, comme le prouvent les nombreux restes de ces animaux découverts dans leurs campements. Ils récoltaient également les racines, les baies et les noix locales.
Parmi les peuples modernes du pays, les Karankawa sont le plus souvent associés au cannibalisme.  Même aujourd’hui, le mot « carrencaouai » en français louisianais signifie cannibale.  En 1768, un prêtre espagnol a fourni les détails de la cérémonie rituelle de cannibalisme des Karankawa. Les « sauvages » attachaient un prisonnier à un poteau puis, en dansant autour de la victime, sautaient vers lui, tranchaient un morceau de chair avec une lame bien aiguisée, puis le rôtissaient devant la victime, grâce à un feu de camp prévu à cet effet. Ensuite ils le dévoraient, et la victime assistait horrifiée à la consommation de sa propre chair. De fait, une mort lente et terrible.